# ياماشتا ياسوهيرو
ياماشتا ياسوهيرو (باليابانية: 山下泰裕) (ياماشيتا هو اسم العائلة) من مواليد 1 يونيو 1957 في ياماتو، محافظة كوماموتو، اليابان. هو لاعب جودو يعتبر من أبرز لاعبي الجودو في التاريخ حتى اليوم. حالياً يعمل كمدرب في العديد من أندية الجودو بما فيها جامعة توكاي واتحاد الجودو الدولي بعد تقاعده كلاعب جودو في 17 يونيو 1985.
حاز ياماشيتا على خمس ميداليات ذهبية في منافسات دولية وحقق 203 فوز (تتضمن 7 مبارات تعادل) حتى تقاعده. حصل على جائزة الشرف اليابانية في 9 أكتوبر 1984.

## روابط خارجية
- ياماشتا ياسوهيرو على موقع الفيدرالية الدولية للجودو (الإنجليزية)
- ياماشتا ياسوهيرو على موقع JudoInside.com (الإنجليزية)
- ياماشتا ياسوهيرو على موقع AllJudo.net (الفرنسية)
- ياماشتا ياسوهيرو على موقع اللجنة الأولمبية الدولية (الإنجليزية)
- ياماشتا ياسوهيرو على موقع أوليمبيديا (الإنجليزية)